# The Suicide Machines (album)
The Suicide Machines è il terzo album in studio del gruppo musicale statunitense The Suicide Machines, pubblicato il 15 febbraio 2000 dalla Hollywood Records.

## Tracce
Testi e musiche di The Suicide Machines.
1. Sometimes I Don't Mind – 3:14
2. Permanent Holiday – 2:07
3. The Fade Away – 3:10
4. Too Many Words – 2:17
5. No Sale – 2:24
6. Green – 2:08
7. Extraordinary – 2:45
8. I Hate Everything – 2:37
9. All Out – 1:53
10. Perfect Day – 2:10
11. Sincerity – 2:39
12. Reasons – 1:12
13. Goodbye For Now – 2:27
14. I Never Promised You A Rose Garden – 2:42

## Classifiche
| Classifica (2000) | Posizione massima |
| ----------------- | ----------------- |
| Stati Uniti       | 188               |